# Cercle polar àrtic
El cercle polar àrtic és un dels cinc paral·lels principals terrestres. Es tracta del paral·lel de latitud aproximada de 66° 34′. Marca la latitud més al sud a la qual, al solstici d'hivern de l'hemisferi nord (que és el dia més curt de l'any), el Sol no sortirà tot el dia, i al solstici d'estiu de l'hemisferi nord (que és el dia més llarg de l'any), el Sol no es pondrà. Aquests fenòmens s'anomenen nit polar i sol de mitjanit respectivament, i com més avança cap al nord, més pronunciats són aquests efectes. Per exemple, a la ciutat portuària russa de Múrmansk, tres graus per sobre del cercle polar àrtic, el Sol no surt per sobre de l'horitzó durant quaranta dies successius en ple hivern.
L'espai situat al nord es denomina Àrtida.

## Etimologia
El mot àrtic prové del mot grec ἀρκτικός (arktikos: prop de l'ós, del nord) i que del mot ἄρκτος (arktos: ós).

## Geografia
El cercle polar àrtic fa aproximadament 16.000 km en circumferència. L'àrea al nord del Cercle és d'uns 20.000.000 km² i cobreix aproximadament el 4% de la superfície terrestre.
El cercle polar àrtic passa per l'oceà Àrtic, la península escandinava, el nord d'Àsia, Amèrica del Nord i Groenlàndia. La terra dins del cercle polar àrtic es divideix en vuit països: Noruega, Suècia, Finlàndia, Rússia, els Estats Units (Alaska), Canadà (Yukon, Territoris del Nord-oest i Nunavut), Dinamarca (Groenlàndia) i Islàndia (on passa per la petita illa a alta mar de Grímsey).

### Clima
El clima al nord del cercle polar àrtic és generalment fred, però les zones costaneres de Noruega tenen un clima generalment suau a conseqüència del corrent del Golf, que fa que els ports del nord de Noruega i el nord-oest de Rússia estiguin lliures de gel durant tot l'any. A l'interior, els estius poden ser força càlids, mentre que els hiverns són extremadament freds. Per exemple, les temperatures d'estiu a Norilsk, Rússia, de vegades arribaran fins als 30 °C, mentre que les temperatures hivernals solen baixar per sota -50 °C.

## Sol de mitjanit i nit polar

Relació de la inclinació axial de la Terra (ε) amb els cercles tropicals i polars

El cercle polar àrtic és la latitud més al sud de l'hemisferi nord en què el centre del Sol pot romandre contínuament per sobre o per sota de l'horitzó durant vint-i-quatre hores; com a resultat, almenys una vegada a l'any en qualsevol lloc del cercle polar àrtic el centre del Sol és visible a mitjanit local, i almenys una vegada el centre no és visible al migdia local.
Directament, al cercle polar àrtic aquests esdeveniments ocorren, en principi, exactament una vegada a l'any: als solsticis de juny i desembre, respectivament. Tanmateix, a causa de la refracció atmosfèrica i dels miratges, i també perquè el sol apareix com un disc i no com un punt, part del sol de mitjanit és visible, la nit del solstici d'estiu del nord, a una latitud d'uns 50 minuts d'arc, 90 km al sud del cercle polar àrtic. De la mateixa manera, el dia del solstici d'hivern del nord, part del sol es pot veure fins a uns 50′ al nord del cercle polar àrtic. Això és cert al nivell del mar; aquests límits augmenten amb l'elevació sobre el nivell del mar, encara que a les regions muntanyoses sovint no hi ha una visió directa de l'horitzó real.

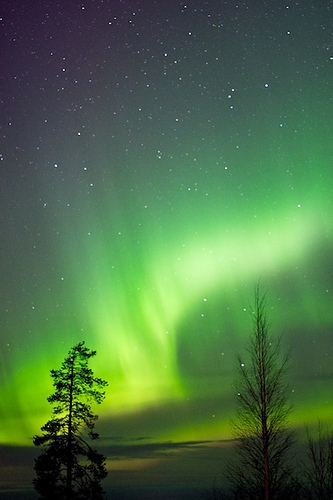
A la nit, les aurores boreals brillants són una visió força habitual al cercle polar àrtic. La imatge de les aurores boreals a Rovaniemi.

## Solsticis
El cercle àrtic delimita l'extrem sud del dia polar del solstici d'estiu i la nit polar del solstici d'hivern.
Dins del cercle àrtic, en el dia del solstici d'estiu el sol no es pon durant les 24 hores. En el solstici d'hivern el sol no surt durant les 24 hores.
De fet, a causa de la refracció atmosfèrica i perquè el sol apareix com un disc (d'uns 16' de semidiàmetre) i no com un punt, en la nit del solstici d'estiu, al voltant de la mitjanit, el sol encara pot veure's a uns 50' (90 km) al sud del cercle polar àrtic geomètric. De manera semblant, en el dia del solstici d'hivern es pot veure part del sol a uns 50' al nord del cercle polar àrtic geomètric. Això passa així al nivell del mar; els límits s'incrementen amb l'elevació per sobre d'aquesta alçada.

## Moviment del cercle polar àrtic
La latitud del cercle polar àrtic és determinada per la inclinació de l'eix de rotació de la Terra respecte de l'eclíptica. L'angle no és constant, sinó que té un moviment complex determinat per molts cicles de períodes, des de curts a molt llargs. El cicle de més duració té un període de quaranta-un mil anys amb una amplitud de 2,4°, equivalent a 267 quilòmetres a la superfície.
La nutació (del llatí nutare, oscil·lar) és el nom pel qual es coneix l'oscil·lació periòdica del pol de la Terra respecte a la seva mitjana posició en l'esfera celeste, deguda a la influència de la lluna sobre el planeta, similar al moviment d'una baldufa (com una virolla) quan perd força i està a punt de caure. La nutació fa que els pols de la terra es desplacin a uns nou segons de l'arc cada 18,6 anys. Per això, a causa de la nutació, la inclinació varia més de 9" (uns 280 metres a la superfície) en aquest període.
Actualment, la inclinació està decreixent en 0,47" per any, per la qual cosa el cercle polar àrtic s'està desplaçant cap al nord prop de 15 metres per any.

## Poblacions àrtiques
Si bé la major part del cercle polar àrtic està ocupada per l'Oceà Glacial Àrtic, existeixen zones de terra habitades. Alguns països amb una part important del seu territori dins del cercle polar àrtic són:
| Coordenades                                | País, territori o mar | Notes                                                                     |
| ------------------------------------------ | --------------------- | ------------------------------------------------------------------------- |
| 66° 34′ N, 000° 00′ E / 66.567°N,0.000°E   | Oceà Àrtic            | Mar de Noruega                                                            |
| 66° 34′ N, 012° 48′ E / 66.567°N,12.800°E  | Noruega               | Nordland                                                                  |
| 66° 34′ N, 015° 31′ E / 66.567°N,15.517°E  | Suècia                | Comtat de Norrbotten                                                      |
| 66° 34′ N, 023° 51′ E / 66.567°N,23.850°E  | Finlàndia             | Lapònia finlandesa                                                        |
| 66° 34′ N, 029° 28′ E / 66.567°N,29.467°E  | Rússia                | República de CarèliaÓblast de Múrmansk                                    |
| 66° 34′ N, 033° 25′ E / 66.567°N,33.417°E  | Mar Blanca            | Golf de Kandalakxa                                                        |
| 66° 34′ N, 034° 28′ E / 66.567°N,34.467°E  | Rússia                | Óblast de Múrmansk – 7 km                                                 |
| 66° 34′ N, 034° 38′ E / 66.567°N,34.633°E  | Mar Blanca            | Golf de Kandalakxa                                                        |
| 66° 34′ N, 035° 00′ E / 66.567°N,35.000°E  | Rússia                | Província de Murmansk (Península de Kola)                                 |
| 66° 34′ N, 040° 42′ E / 66.567°N,40.700°E  | Mar Blanca            |                                                                           |
| 66° 34′ N, 044° 23′ E / 66.567°N,44.383°E  | Rússia                | NenètsiaKomiIamàlia                                                       |
| 66° 34′ N, 071° 05′ E / 66.567°N,71.083°E  | Golf de l'Obi         |                                                                           |
| 66° 34′ N, 072° 27′ E / 66.567°N,72.450°E  | Rússia                | IamàliaKrai de KrasnoyarskRepública de SakhàTxukotka                      |
| 66° 34′ N, 171° 01′ O / 66.567°N,171.017°O | Oceà Àrtic            | Mar de Chukotka                                                           |
| 66° 34′ N, 164° 38′ O / 66.567°N,164.633°O | Estats Units          | Alaska (Península de Seward)                                              |
| 66° 34′ N, 163° 44′ O / 66.567°N,163.733°O | Oceà Àrtic            | Kotzebue Sound                                                            |
| 66° 34′ N, 161° 56′ O / 66.567°N,161.933°O | Estats Units          | Alaska – a través del Llac Selawik                                        |
| 66° 34′ N, 141° 00′ O / 66.567°N,141.000°O | Canadà                | YukonTerritoris del Nord-oest – a través del Gran Llac dels Ossos Nunavut |
| 66° 34′ N, 082° 59′ O / 66.567°N,82.983°O  | Badia de Hudson       | Foxe Basin                                                                |
| 66° 34′ N, 073° 25′ O / 66.567°N,73.417°O  | Canadà                | Nunavut (Illa de Baffin – a través del Llac Nettilling)                   |
| 66° 34′ N, 061° 24′ O / 66.567°N,61.400°O  | Oceà Atlàntic         | Estret de Davis                                                           |
| 66° 34′ N, 053° 16′ O / 66.567°N,53.267°O  |                       |                                                                           |
| 66° 34′ N, 034° 09′ O / 66.567°N,34.150°O  | Oceà Atlàntic         | Estret de DinamarcaMar de Groenlàndia                                     |
| 66° 34′ N, 018° 01′ O / 66.567°N,18.017°O  | Islàndia              | Illa de Grímsey i algunes illes menors més                                |
| 66° 34′ N, 017° 59′ O / 66.567°N,17.983°O  | Oceà Atlàntic         | Mar de GroenlàndiaMar de Noruega                                          |

Islàndia també té part del seu territori dins del cercle polar àrtic, però menys d'1 km². Aquesta àrea està en algunes petites illes, de les quals només una, Grímsey, està habitada.
A causa que només s'han estudiat fragments de l'Àrtida, trenca-gels o submarins nuclears, diversos països estan organitzant noves expedicions cartogràfiques per reclamar el major territori possible. Només hi convergeixen els límits de cinc països —Rússia, el Canadà, Groenlàndia, Noruega i els Estats Units—, de la mateixa manera que els grills d'una taronja es troben en el centre.
Inclou territoris de:
- Noruega
- Suècia
- Finlàndia
- Federació Russa
- Estats Units d'Amèrica (Alaska)
- Canadà
- Dinamarca (Groenlàndia)
- Islàndia (Grímsey, Kolbeinsey)

Projecció cilíndrica que mostra el cercle polar àrtic en vermell

Les comunitats més grans al nord del cercle polar àrtic es troben a Rússia, Noruega i Suècia: Múrmansk (295.374 habitants) i Norilsk (178.018) a Rússia; Tromsø (75.638) a Noruega, Vorkutà (58.133) a Rússia, Bodø (52.357) i Harstad (24.703) a Noruega; i Kiruna, Suècia (22.841). Rovaniemi (62.667) a Finlàndia és l'assentament més gran a les proximitats immediates del cercle polar àrtic, situat a 6 km al sud de la línia. Salekhard (51.186) a Rússia és l'única ciutat del món situada directament al cercle polar àrtic.
En canvi, la comunitat nord-americana més gran al nord del cercle polar àrtic, Sisimiut (Groenlàndia), té aproximadament 5.600 habitants. Als Estats Units, Utqiaġvik, Alaska (abans conegut com Barrow), és l'assentament més gran al nord del cercle polar àrtic amb uns 5.000 habitants. La comunitat més gran d'aquest tipus al Canadà és Inuvik als Territoris del Nord-oest, amb 3.137 habitants.

## Galeria

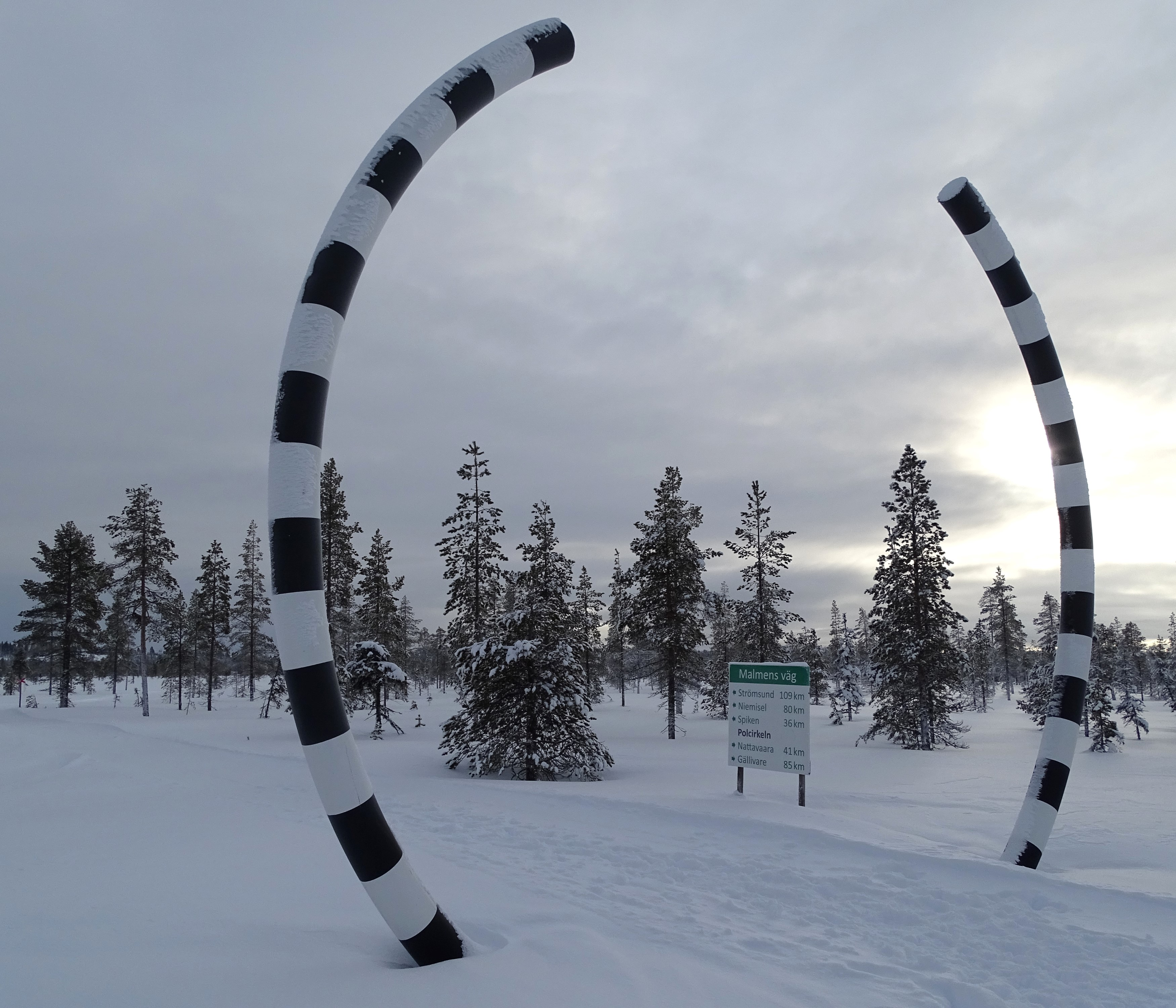
Portal de Polcirkeln a Gällivare, Suècia
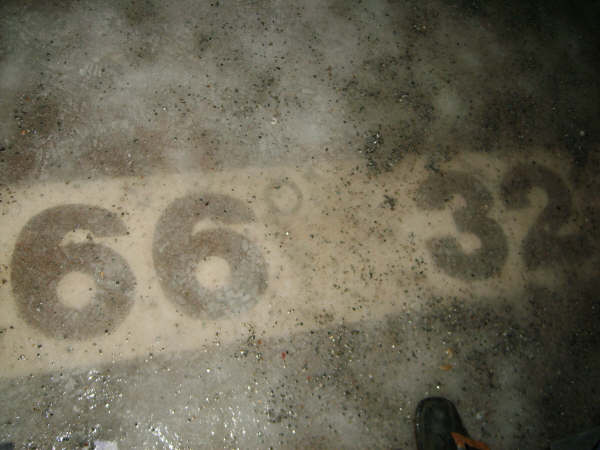
Línia del cercle polar àrtic a Rovaniemi, Finlàndia
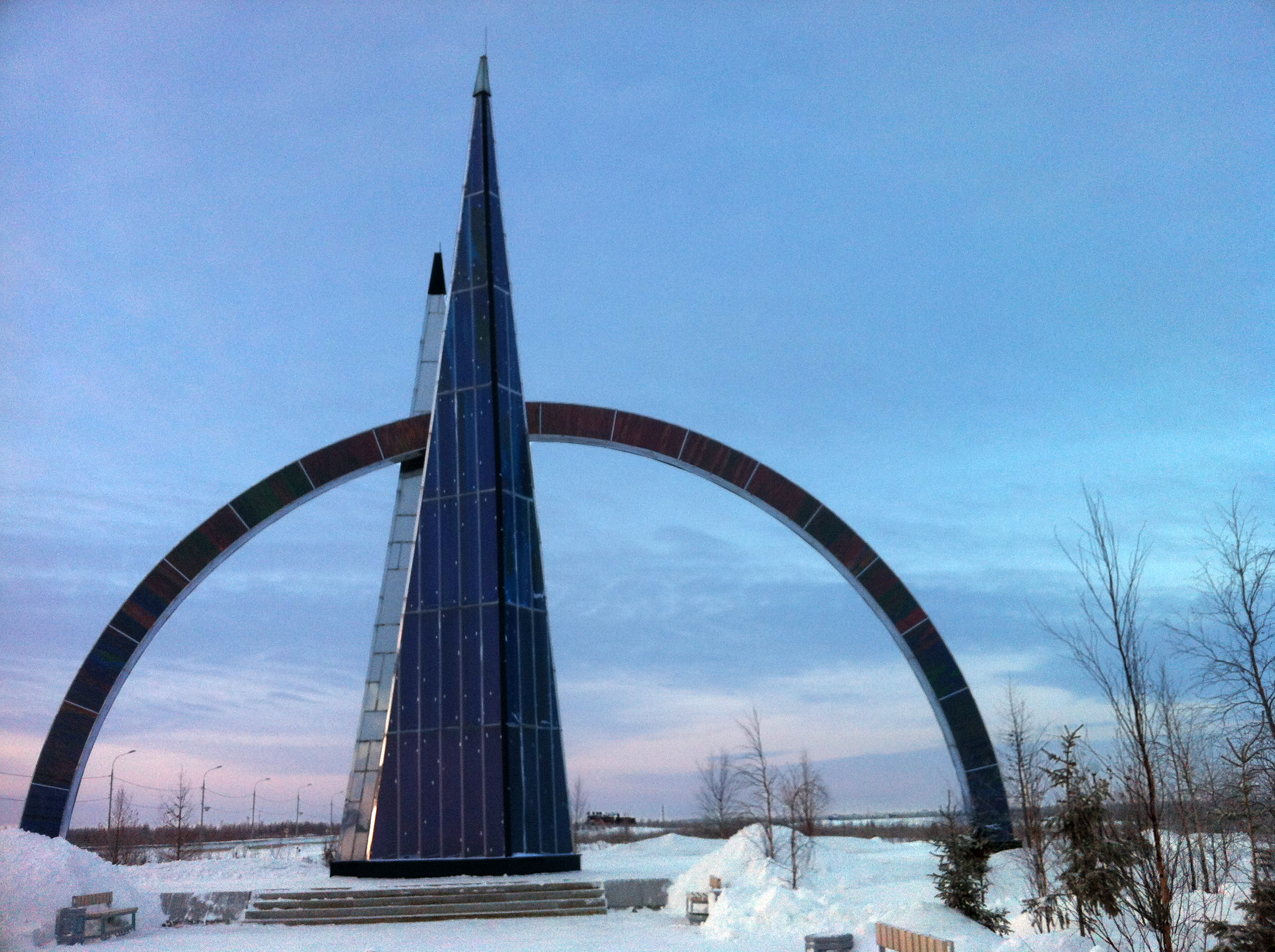
Monument del cercle polar àrtic a Salekhard, Rússia
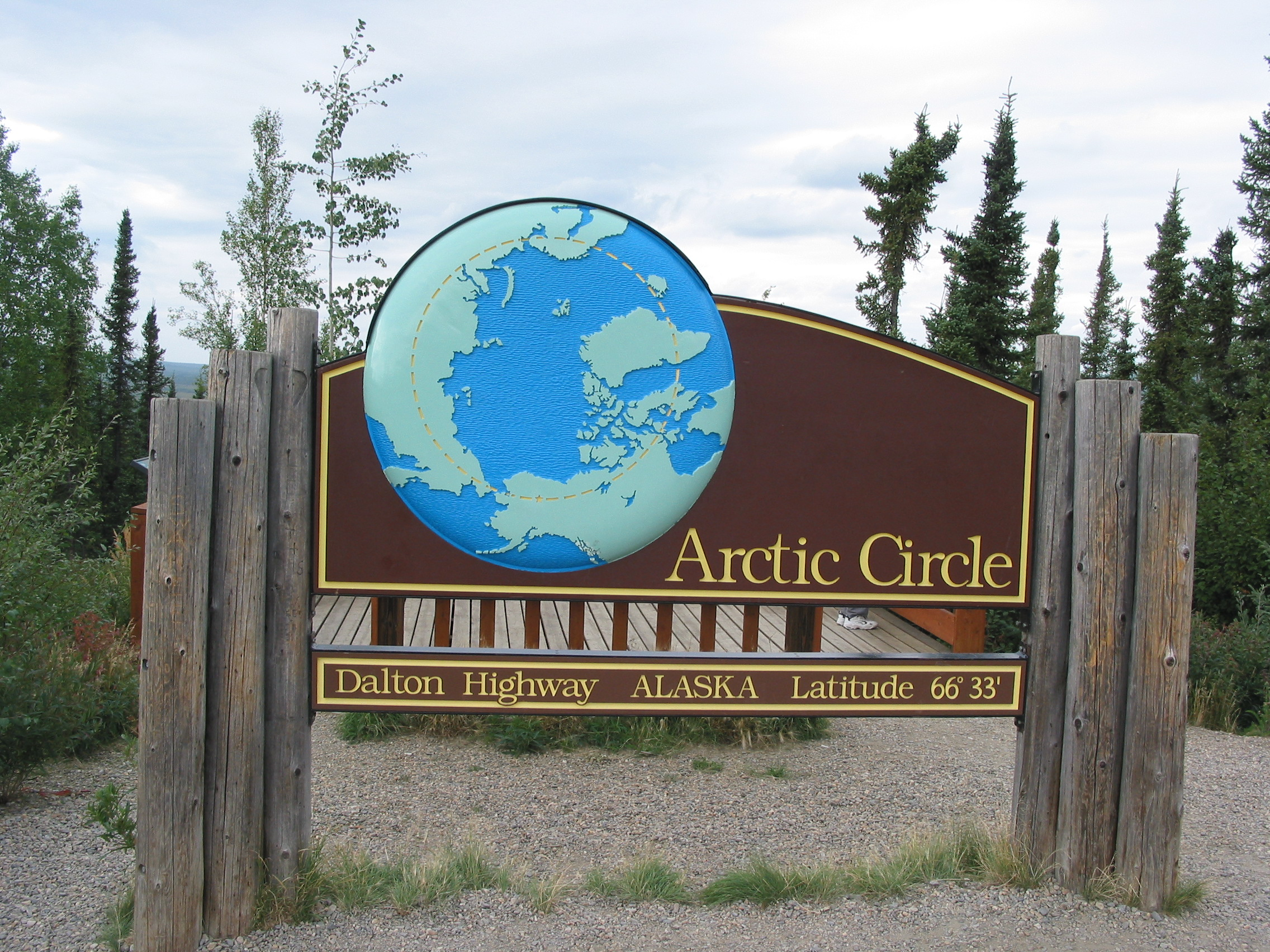
Un cartell al llarg de la Dalton Highway que marca la ubicació del cercle polar àrtic a Alaska
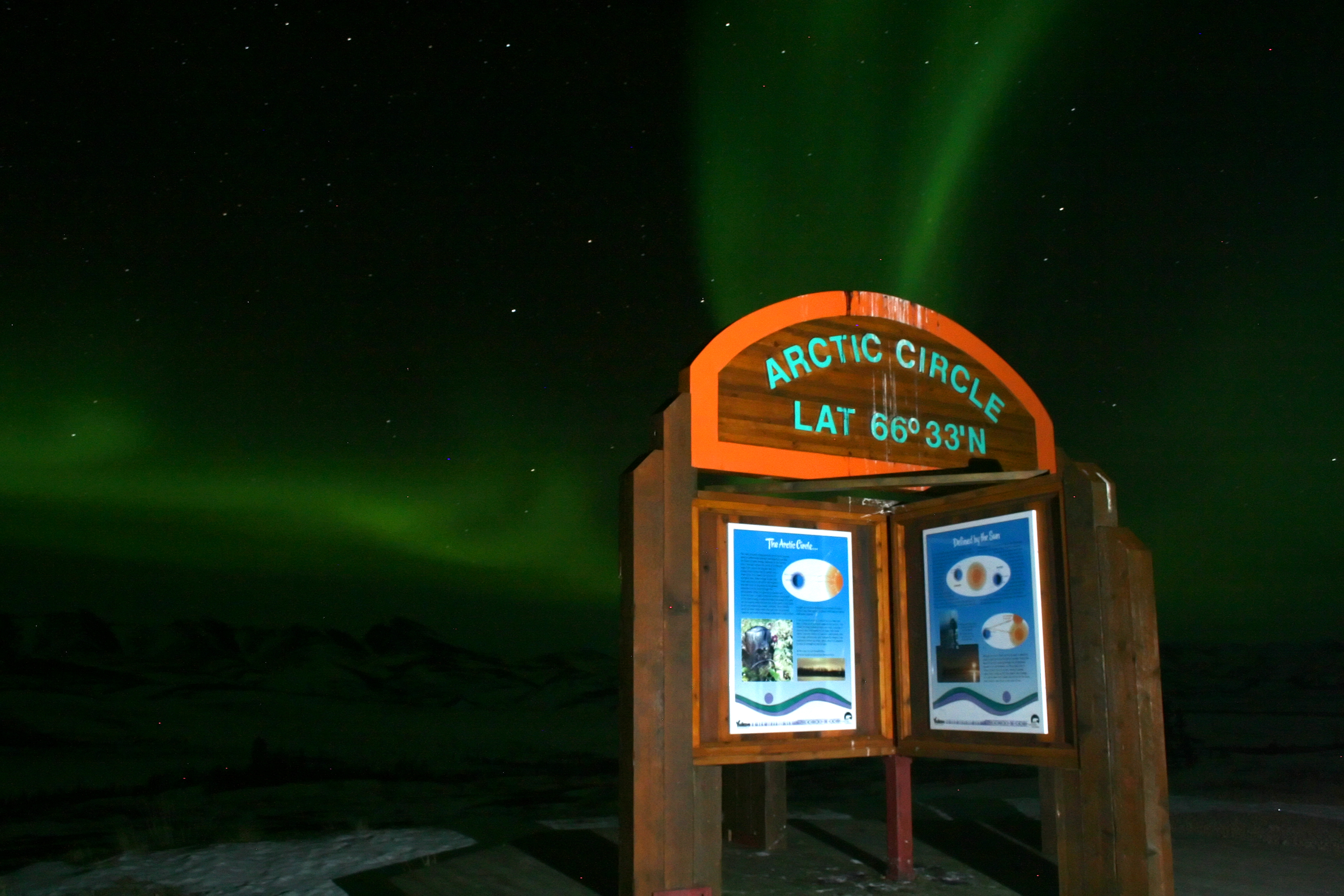
Aurora polar a sobre del cartell del cercle polar àrtic al llarg de l'autopista Dempster a Yukon